# Фаєтвіль (Арканзас)
Фаєтвіль (англ. Fayetteville) — місто (англ. city) в США, окружний центр округу Вашингтон штату Арканзас. Населення — 93 949 осіб (2020), що робить Фаєтвіль третім містом за чисельністю населення в штаті.
У Фаєтвілі розташований Університет Арканзасу.

## Географія
Фаєтвіль розташований на висоті 427 метрів над рівнем моря за координатами 36°4′18″ пн. ш. 94°10′0″ зх. д. / 36.07167° пн. ш. 94.16667° зх. д. (36.071561, -94.166540).  За даними Бюро перепису населення США в 2010 році місто мало площу 143,09 км², з яких 139,47 км² — суходіл та 3,62 км² — водойми.

### Клімат
| Клімат : Фаєтвіль       | Клімат : Фаєтвіль | Клімат : Фаєтвіль | Клімат : Фаєтвіль | Клімат : Фаєтвіль | Клімат : Фаєтвіль | Клімат : Фаєтвіль | Клімат : Фаєтвіль | Клімат : Фаєтвіль | Клімат : Фаєтвіль | Клімат : Фаєтвіль | Клімат : Фаєтвіль | Клімат : Фаєтвіль | Клімат : Фаєтвіль |
| Показник                | Січ.              | Лют.              | Бер.              | Квіт.             | Трав.             | Черв.             | Лип.              | Серп.             | Вер.              | Жовт.             | Лист.             | Груд.             | Рік               |
| Абсолютний максимум, °C | 24,4              | 30,0              | 35,6              | 35,6              | 35,0              | 40,0              | 43,9              | 42,8              | 40,6              | 35,6              | 32,2              | 25,6              | 43,9              |
| Середній максимум, °C   | 8,0               | 10,6              | 15,1              | 20,4              | 24,4              | 28,7              | 31,6              | 31,8              | 27,3              | 21,3              | 15,0              | 9,1               | 20,3              |
| Середня температура, °C | 2,4               | 4,7               | 9,2               | 14,3              | 18,8              | 23,4              | 26,1              | 25,8              | 21,2              | 14,9              | 9,2               | 3,7               | 14,6              |
| Середній мінімум, °C    | −3,2              | −1,3              | 3,2               | 8,3               | 13,2              | 18,1              | 20,7              | 19,9              | 15,1              | 8,6               | 3,4               | −1,8              | 8,7               |
| Абсолютний мінімум, °C  | −30,6             | −31,1             | −23,9             | −7,8              | −2,2              | 5,0               | 8,9               | 6,7               | −1,7              | −8,3              | −15               | −24,4             | −31,1             |
| Норма опадів, мм        | 65                | 61                | 102               | 109               | 132               | 121               | 82                | 77                | 116               | 104               | 110               | 77                | 1156              |
| Днів з опадами          | 6,5               | 7,6               | 9,1               | 9,2               | 12,4              | 9,4               | 7,5               | 7,0               | 8,5               | 8,5               | 7,5               | 7,5               | 105,4             |
| Днів зі снігом          | 0,8               | 1,1               | 0,1               | 0                 | 0                 | 0                 | 0                 | 0                 | 0                 | 0                 | 0,1               | 0,4               | 2,6               |
| ----------------------- | ----------------- | ----------------- | ----------------- | ----------------- | ----------------- | ----------------- | ----------------- | ----------------- | ----------------- | ----------------- | ----------------- | ----------------- | ----------------- |
| Джерело: NOAA           |                   |                   |                   |                   |                   |                   |                   |                   |                   |                   |                   |                   |                   |

## Демографія

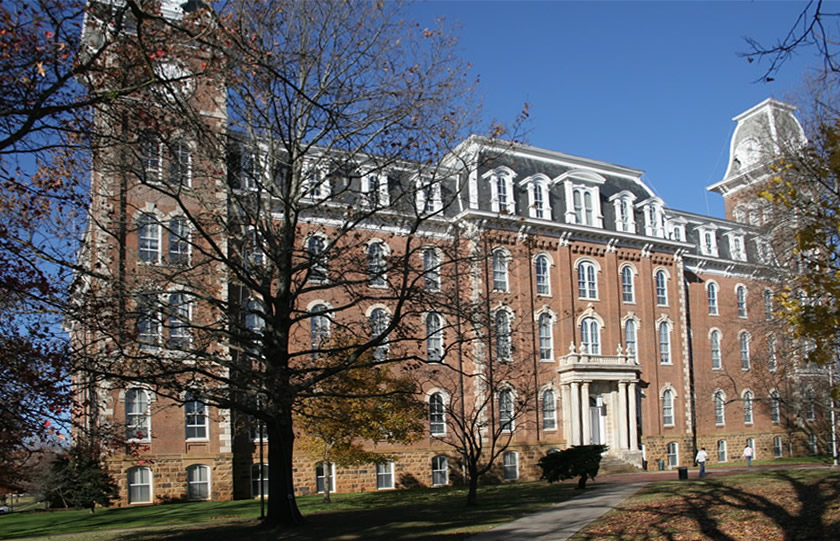
Будівля Університету Арканзасу

Згідно з переписом 2010 року, у місті мешкало 73 580 осіб у 30 726 домогосподарствах у складі 14 574 родин. Густота населення становила 514 особи/км².  Було 36188 помешкань (253/км²). 
Расовий склад населення:
| - 83,8 % — білих - 6,0 % — чорних або афроамериканців - 3,1 % — азіатів - 1,1 % — корінних американців - 0,2 % — вихідців з тихоокеанських островів - 2,8 % — осіб інших рас |

До двох чи більше рас належало 3,1 %. Іспаномовні складали 6,4 % від усіх жителів.
За віковим діапазоном населення розподілялося таким чином: 18,5 % — особи молодші 18 років, 73,7 % — особи у віці 18—64 років, 7,8 % — особи у віці 65 років та старші. Медіана віку мешканця становила 27,2 року. На 100 осіб жіночої статі у місті припадало 101,1 чоловіків;  на 100 жінок у віці від 18 років та старших — 101,0 чоловіків також старших 18 років.
Середній дохід на одне домашнє господарство  становив 65 501 долар США (медіана — 39 432), а середній дохід на одну сім'ю — 90 863 долари (медіана — 68 808). Медіана доходів становила 46 676 доларів для чоловіків та 37 500 доларів для жінок. За межею бідності перебувало 24,0 % осіб, у тому числі 19,8 % дітей у віці до 18 років та 8,1 % осіб у віці 65 років та старших.
Цивільне працевлаштоване населення становило 40 554 особи. Основні галузі зайнятості: освіта, охорона здоров'я та соціальна допомога — 31,3 %, мистецтво, розваги та відпочинок — 14,3 %, роздрібна торгівля — 12,1 %, науковці, спеціалісти, менеджери — 10,5 %.
За даними перепису населення 2000 року в Фаєтвілі проживало 58 047 осіб, 12 136 сімей, налічувалося 23 798 домашніх господарств і 25 467 житлових будинків. Середня густота населення становила близько 516 осіб на один квадратний кілометр. Расовий склад Фаєтвіля за даними перепису розподілився таким чином: 86,50 % білих, 5,11 % — чорних або афроамериканців, 1,26 % — корінних американців, 2,56 % — азіатів, 0,16 % — вихідців з тихоокеанських островів, 2,42 % — представників змішаних рас, 1,99 % — інших народів. Іспаномовні склали від усіх жителів міста.
З 23 798 домашніх господарств в 25,5 % — виховували дітей віком до 18 років, 37,7 % представляли собою подружні пари, які спільно проживали, в 9,6 % сімей жінки проживали без чоловіків, 49 % не мали сімей. 34 % від загального числа сімей на момент перепису жили самостійно, при цьому 5,7 % склали самотні літні люди у віці 65 років та старше. Середній розмір домашнього господарства склав 2,21 особи, а середній розмір родини — 2,91 особи.
Населення міста за віковим діапазоном за даними перепису 2000 року розподілилося таким чином: 19,9 % — жителі молодше 18 років, 25,7 % — між 18 і 24 роками, 29,9 % — від 25 до 44 років, 15,8 % — від 45 до 64 років і 8,7 % — у віці 65 років та старше. Середній вік мешканця склав 27 років. На кожні 100 жінок в Фаєтвілі припадало 103 чоловіки, у віці від 18 років та старше — 101,9 чоловіків також старше 18 років.
Середній дохід на одне домашнє господарство в місті склав 31 345 доларів США, а середній дохід на одну сім'ю — 45 074 долара. При цьому чоловіки мали середній дохід в 30 069 доларів США на рік проти 22 693 доларів середньорічного доходу у жінок. Дохід на душу населення в місті склав 18 311 доларів на рік. 11,4 % від усього числа сімей в місті і 19,9 % від усієї чисельності населення перебувало на момент перепису населення за межею бідності, при цьому 19,7 % з них були молодші 18 років і 9,1 % — у віці 65 років та старше.

## Відомі уродженці та мешканці
- Лімп Келлі